# Rockville (Indiana)
La ville de Rockville est le siège du comté de Parke, situé dans l'Indiana, aux États-Unis.